# Ensemble mémoriel de Bela Crkva
L'ensemble mémoriel de Bela Crkva (en serbe cyrillique : Музејски комплекс у Белој Цркви ; en serbe latin : Muzejski kompleks u Beloj Crkvi) est situé à Bela Crkva, en Serbie, dans la municipalité de Krupanj. Il est associé au souvenir de la Seconde Guerre mondiale en Yougoslavie et est inscrit sur la liste des sites mémoriels d'importance exceptionnelle de la République de Serbie.

## Histoire
Le 7 juillet 1941, au centre du village de Bela Crkva, en face de la vieille kafana aujourd'hui transformée en musée, la section pour la région de Rađevina du Détachement des Partisans de Valjevo (sh) (en serbe : Valjevski partizanski odred) sous le commandement de Žikica Jovanović Španac lança un appel à l'insurrection contre l'occupant nazi. Deux gendarmes qui tentaient de disperser la manifestation trouvèrent la mort. Cette date du 7 juillet 1941 marque le début de l'insurrection communiste contre les nazis en Serbie,.

## Site
Le lieu d'où a été lancé l'appel ainsi que l'ancienne kafana sont devenus des sites préservés en 1951 ; cette année-là, des bustes représentant les principaux chefs Partisans présents lors de l'événement (Žikica Jovanović, Miša Pantić et Čeda Milosavljević), œuvres du sculpteur Stevan Bodnarov, ont été inaugurés sur le site. En 1971, un monument intitulé Symbole dans la pierre (en serbe : Simbolika u kamenu), constitué de neuf blocs de granit anthropomorphes coiffés de la traditionnelle šajkača, a été créé par Bogdan Bogdanović. Dans l'ancienne kafana Nedeljković, une exposition permanente a été installée, intitulée 7 juillet 1941, ainsi qu'une autre exposition consacrée aux Traditions révolutionnaires de la Serbie occidentale, 1804-1981. Font partie de l'ensemble mémoriel la vieille école (stara škola) et l'église Saint-Georges (Crkva svetog Đorđa), construite dans la seconde moitié du XIXe siècle. Dans le cimetière de l'église se trouvent la tombe de Darko Ribnikar (en), un des fondateurs du journal Politika, le mémorial des Partisans, réalisé par Milun Stambolić, ainsi que des tombes et des monuments liés aux deux guerres mondiales. Le bâtiment de la vieille école, construit dans la seconde moitié du XIXe siècle, a servi d'hôpital lors de la Première Guerre mondiale.
D'importants travaux de conservation et de restauration ont été réalisés sur l'ensemble mémoriel en 1966 et 1977.